# Aleksandr Martynow (funkcjonariusz)
Aleksandr Nikołajewicz Martynow (ros. Александр Николаевич Мартынов, ur. 1908 w Juzowce (obecnie Donieck), zm. 1964 w Zaporożu) – funkcjonariusz radzieckich organów bezpieczeństwa, pułkownik.

## Życiorys
W latach 1924–1931 pracował w zakładach metalurgicznych w Doniecku, w latach 1925–1935 członek Komsomołu, od 1931 w WKP(b), od lipca 1931 do września 1935 zastępca szefa i szef warsztatu Wydziału Kontroli Technicznej Fabryki "Stalmost" w Doniecku, we wrześniu–październiku 1935 studiował w Akademii Przemysłowej im. Stalina (nie ukończył), od października 1935 do września 1938 w Zarządzie NKWD obwodu donieckiego/stalińskiego, porucznik bezpieczeństwa państwowego, od września 1938 do lipca 1939 zastępca szefa Wydziału Specjalnego Wydziału Kijowskiego Okręgu Wojskowego, od lipca 1939 do 7 sierpnia 1940 szef Zarządu NKWD obwodu żytomierskiego, 28 sierpnia 1939 awansowany na starszego porucznika bezpieczeństwa państwowego. Od 7 sierpnia 1940 do 28 marca 1941 szef Zarządu NKWD obwodu czerniowieckiego, od 29 maja 1940 kapitan bezpieczeństwa państwowego, od 15 kwietnia do sierpnia 1941 szef Zarządu NKGB obwodu żytomierskiego.
Od sierpnia 1941 do maja 1942 zastępca szefa i szef armijnego polowego budownictwa obronnego, od maja 1942 do stycznia 1944 szef Wydziału Operacyjnego (Front Woroneski, Front Stepowy i 1 Front Ukraiński), 11 lutego 1943 mianowany podpułkownikiem bezpieczeństwa państwowego, od stycznia do 9 października 1944 szef Zarządu NKGB obwodu wołyńskiego. Od 5 lutego 1945 do 28 kwietnia 1951 szef Zarządu NKGB/MGB obwodu mikołajowskiego, od 15 grudnia 1944 pułkownik bezpieczeństwa państwowego, od 28 kwietnia 1951 do 19 marca 1953 szef Zarządu MGB obwodu odeskiego, od kwietnia do 11 czerwca 1953 szef Zarządu MWD obwodu dniepropetrowskiego, od 23 września 1953 do kwietnia 1954 szef Zarządu MWD obwodu zaporoskiego, od kwietnia 1954 do kwietnia 1961 szef Zarządu KGB obwodu zaporoskiego, później szef obwodowego zarządu dróg w Zaporożu.

## Odznaczenia
- Order Czerwonego Sztandaru (dwukrotnie)
- Order Czerwonego Sztandaru Pracy (23 stycznia 19348)
- Order Wojny Ojczyźnianej I klasy (20 października 1944)
- Order Czerwonej Gwiazdy (dwukrotnie)
- Odznaka „Honorowy Pracownik Czeki/GPU (XV)” (14 sierpnia 1938)
- Odznaka „Honorowy Pracownik Bezpieczeństwa” (1959)

Otrzymał także 8 medali.